# Juli 1994
Portal Geschichte | Portal Biografien | Aktuelle Ereignisse | Jahreskalender | Tagesartikel

◄ |
19. Jahrhundert |
20. Jahrhundert
| 21. Jahrhundert

◄ |
1960er |
1970er |
1980er |
1990er
| 2000er | 2010er | 2020er | ►

◄ |
1990 |
1991 |
1992 |
1993 |
1994
| 1995 | 1996 | 1997 | 1998 | ►

◄ |
April 1994 |
Mai 1994 |
Juni 1994 |
Juli 1994 |
August 1994 |
September 1994 |
Oktober 1994 |
►
Dieser Artikel behandelt aktuelle Nachrichten und Ereignisse im Juli 1994.

## Tagesgeschehen

### Freitag, 1. Juli 1994

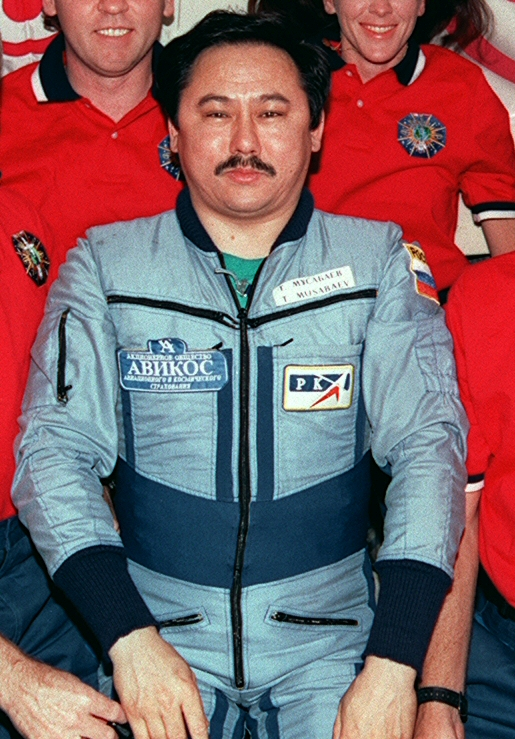
Talghat Mussabajew

- Bonn/Deutschland: Die Bundesrepublik übernimmt von Griechenland den Vorsitz im Rat der Europäischen Union. Das Amt des Regierungschefs der EG erhält, wie 1983 und 1988, Helmut Kohl.[1]
- Leninsk/Kasachstan: Die Mission Sojus TM-19 bringt mit Talghat Mussabajew den ersten Raumfahrer mit kasachischer Staatsbürgerschaft ins Weltall. Als Nicht-Russe erfüllt er zwar nicht alle Kriterien für die Stammbesatzung der Raumstation Mir, aber seine Unterstützer in der Roskosmos-Behörde setzten sich durch.[2]
- Sèvres/Frankreich: Das Internationale Büro für Maß und Gewicht fügt um 1.59 Uhr und 59 s Mitteleuropäischer Sommerzeit eine Schaltsekunde in die Koordinierte Weltzeit (UTC) ein. Störende Einflüsse auf Erdbahn und -rotation ohne UTC-Korrektur hätten zur Folge, dass sich die Erde nach 90 Jahren erst mit 60 s Verzögerung an der Stelle einer kompletten jährlichen Sonnenumrundung befände.[3]

### Samstag, 2. Juli 1994
- Atlantik: Die Atlantische Hurrikansaison 1994 beginnt, als sich unweit von Kuba das Tiefdruckgebiet Alberto zum Tropischen Wirbelsturm verstärkt.[4]
- London/Vereinigtes Königreich: Conchita Martínez aus Spanien gewinnt das Damen-Einzel-Turnier der Wimbledon Championships im Tennis durch einen Sieg im Finale gegen die Rekord-Titelträgerin Martina Navrátilová aus den USA.[5]

## Weblinks

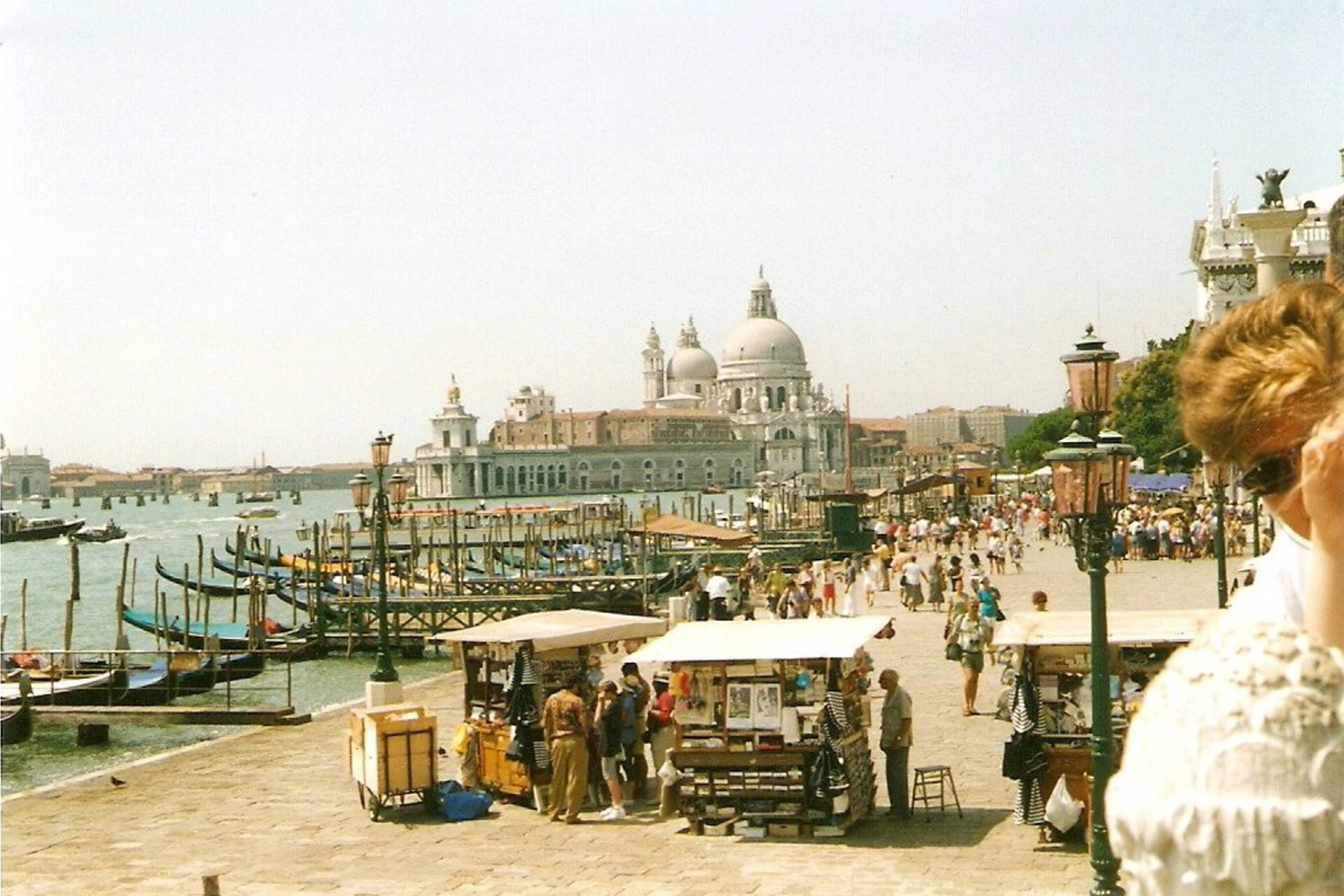
Venedig im Juli 1994

### Sonntag, 3. Juli 1994

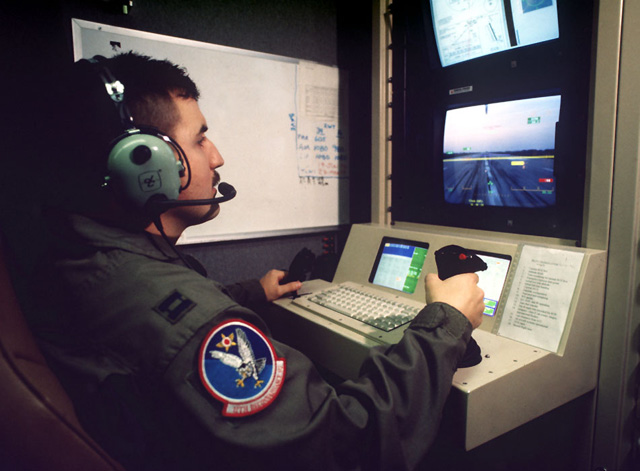
Steuerhardware einer Predator-Drohne (1998)

- Baku/Aserbaidschan: In einem U-Bahn-Zug explodiert gegen 8.30 Uhr Ortszeit ein Sprengsatz. Dabei kommen 13 Menschen ums Leben und 58 weitere werden verletzt. Als wahrscheinlichstes Motiv für die Tat gilt religiöser Radikalismus. Bereits im März ereignete sich in der Metro Baku ein ähnlicher Terroranschlag.[6]
- Cochise County/Vereinigte Staaten: Nach Angaben von Aviation Week & Space Technology absolviert das im Fort Huachuca stationierte unbemannte Luftfahrzeug General Atomics MQ-1 Predator seinen Jungfernflug. Die Entwicklungszeit betrug über zehn Jahre und die neuartige „Drohne“ soll umgehend zur militärischen Aufklärung im Bosnienkrieg eingesetzt werden.[7]
- London/Vereinigtes Königreich: Vorjahressieger Pete Sampras aus den USA gewinnt das Herren-Einzel-Turnier der Wimbledon Championships im Tennis gegen Goran Ivanišević aus Kroatien in drei Sätzen.[8]

### Mittwoch, 6. Juli 1994
- Bosnien-Herzegowina: Die u. a. von den Vereinten Nationen und der Europäischen Union gebildete internationale Kontaktgruppe stellt einen Plan zur Aufteilung des Balkanstaats vor. Danach dürfen die Serben, die zur Zeit 70 % der Fläche militärisch kontrollieren, 49 % der Fläche behalten. Die restlichen 51 % sollen das Staatsgebiet der im März gegründeten Föderation der Bosnier und Kroaten formen. Über den Plan wird das Parlament der international nicht anerkannten Republika Srpska in den nächsten Wochen abstimmen.[9]
- Lausanne/Schweiz: Der amerikanische Sprinter Leroy Burrell absolviert die 100-m-Strecke in elektronisch gestoppten 9,85 s und bricht damit den Weltrekord von Carl Lewis aus dem Jahr 1991.[10]

### Donnerstag, 7. Juli 1994
- Aden/Jemen: In die Hauptstadt der Demokratischen Republik Jemen sowie in al-Mukalla marschieren Truppen der nördlich gelegenen Jemenitischen Arabischen Republik ein. Seit im Norden 1962 die Südarabische Föderation gegründet und 1967 der Süden als sozialistischer Staat vom Vereinigten Königreich unabhängig wurde, sind die Machtverhältnisse fragil. Die Besetzung Adens stellt die Dominanz der sich auf eine osmanische Tradition berufenden arabischen Nationalisten aus dem Norden wieder her und vereinigt den Jemen.[11]

### Freitag, 8. Juli 1994
- Bonn/Deutschland: Der Bundesrat votiert einstimmig für die Umsetzung der Regeln einer künftigen Welthandelsorganisation (WTO) in nationales Recht. Der Bundestag stimmte im Juni ebenfalls zu, damit ist die WTO-Mitgliedschaft Deutschlands ab Januar 1995 gesichert.[12]
- Neapel/Italien: Die Staatschefs der Gruppe der Sieben und der Präsident der Europäischen Kommission treffen sich zum 20. Weltwirtschaftsgipfel. Der russische Präsident Boris Jelzin wird als zusätzlicher Teilnehmer wie im Vorjahr den Stand der Reformen in Russland erläutern, weitere Themen sind die Lage der Weltwirtschaft, die Situation in den Entwicklungsländern und der Umweltschutz
- Pjöngjang/Nordkorea: Der nordkoreanische Staatschef Kim Il-sung stirbt im Alter von 82 Jahren an einem Herzinfarkt. Sein ältester Sohn Kim Jong-il tritt seine Nachfolge an. Somit entsteht die 1. Diktatur-Dynastie der Welt. Die Leiche von Kim Il-sung wird im Kumsusan-Palast aufbewahrt.

### Samstag, 9. Juli 1994
- Berlin/Deutschland: Bei der Verleihung des Deutschen Filmpreises wird u. a. der Produzent Bernd Eichinger für das Gesamtkonzept des Films Das Geisterhaus mit dem Filmband in Gold ausgezeichnet.[13][14]

### Sonntag, 10. Juli 1994
- Neapel/Italien: In ihrer Abschlusserklärung stellen die Teilnehmer des Weltwirtschaftsgipfels fest, dass in der Weltwirtschaft ein neues „Zeitalter“ beginnt. Der beschleunigte Handel zwischen den Nationen wird im Dokument als „Globalisierung“ bezeichnet. Um diese Entwicklung zu kontrollieren, setzt sich die Gruppe der Sieben zwei Ziele: die Voraussetzungen für langfristigen wirtschaftlichen Aufschwung schaffen und die Einführung neuer Institutionen für das Funktionieren der internationalen Märkte vorbereiten.[15]

### Montag, 11. Juli 1994

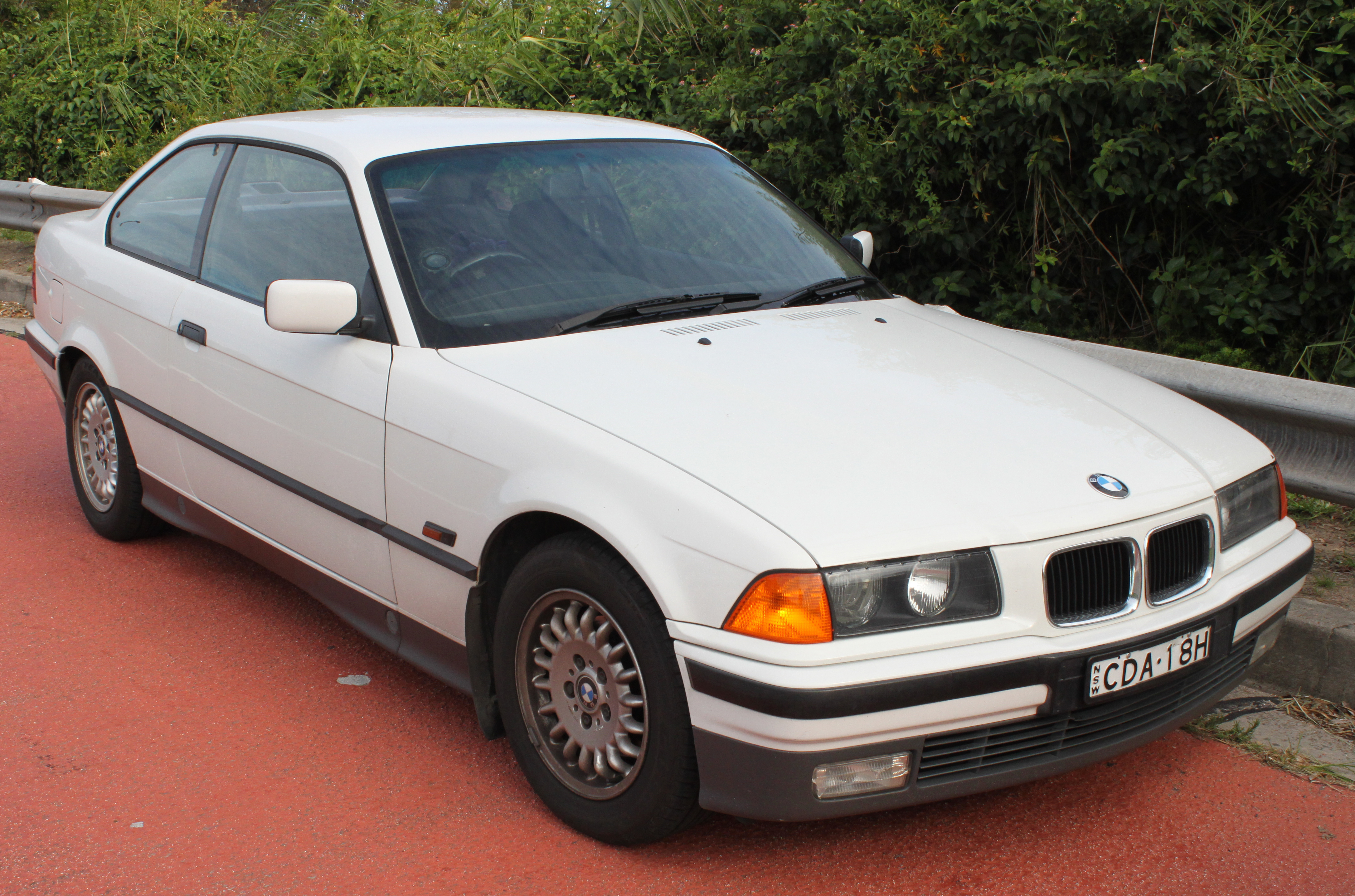
BMW 318i

- Greer/Vereinigte Staaten: Die Fabrik der BMW US Manufacturing Company des Kfz-Herstellers BMW nimmt die Produktion auf. Sie ist die erste BMW-Produktionsstätte in den Vereinigten Staaten und ihr erstes Modell wird der 318i sein.[16]

### Dienstag, 12. Juli 1994

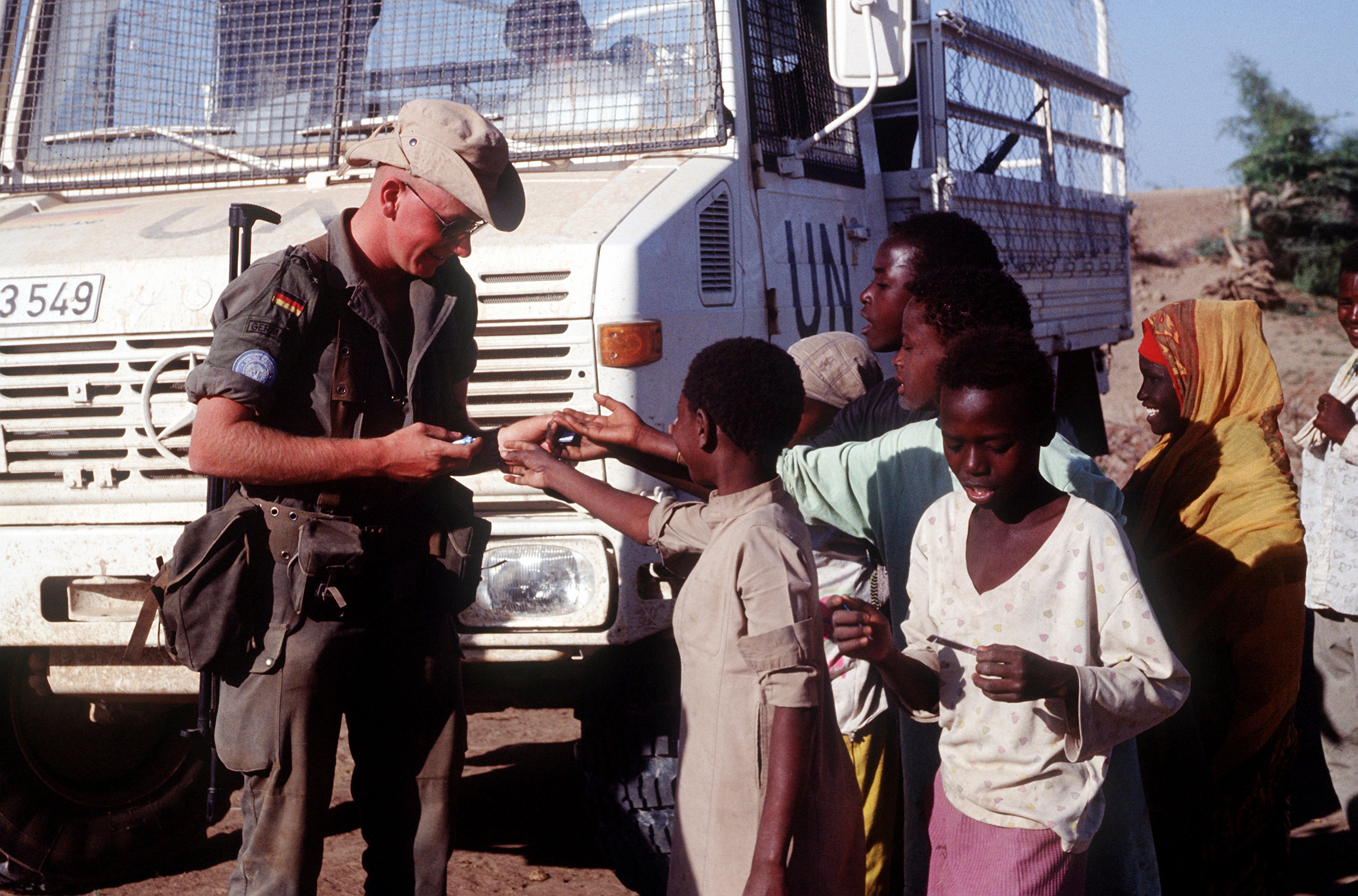
Die Mehrheit der Deutschen will nur humanitäre Bundeswehr-Einsätze, z. B. in Somalia

- Karlsruhe/Deutschland: Das Bundesverfassungsgericht urteilt, dass Soldaten der Bundeswehr, Mitglied der NATO seit Mai 1955, auch in Gebieten eingesetzt werden dürfen, deren Staaten keine Bündnis-Mitglieder sind. Die Kläger sahen in den „Out-of-area-Einsätzen“ der Bundeswehr in der Adria, im bosnischen Luftraum sowie in Somalia eine Beteiligung an Angriffskriegen, obwohl das Grundgesetz nur verteidigende militärische Aktionen erlaube. Dieser Auffassung widersprechen die Richter.[17]
- Wien/Österreich: Der Nationalrat stimmt der österreichischen Mitgliedschaft in der voraussichtlich ab Januar 1995 tätigen Welthandelsorganisation (WTO) zu.[18]

### Mittwoch, 13. Juli 1994
- Floridastraße: Im Auftrag ihrer Regierung versenken Boote der kubanischen Küstenwache einen überfüllten Schleppdampfer mit Kurs auf die Vereinigten Staaten. 39 Kubaner ertrinken bei dem Angriff.[19]

### Freitag, 15. Juli 1994

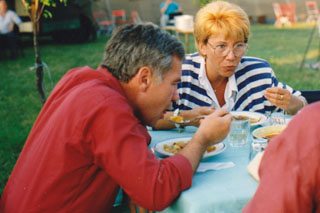
Gyula Horn, neben
ihm sitzt die Journalistin Katalin Szegvári

- Budapest/Ungarn: Der neue Ministerpräsident Gyula Horn und die Mitglieder seiner Regierung werden vereidigt. Obwohl die Sozialisten bei der Parlamentswahl im Mai genügend Stimmen für eine Alleinregierung erhielten, will ihr Vorsitzender Gyula Horn eine Regierung führen, in der ein möglichst breites Spektrum der Gesellschaft sich wiederfindet. Daher bildete er eine Koalition mit den Freien Demokraten.[20]

### Sonntag, 17. Juli 1994

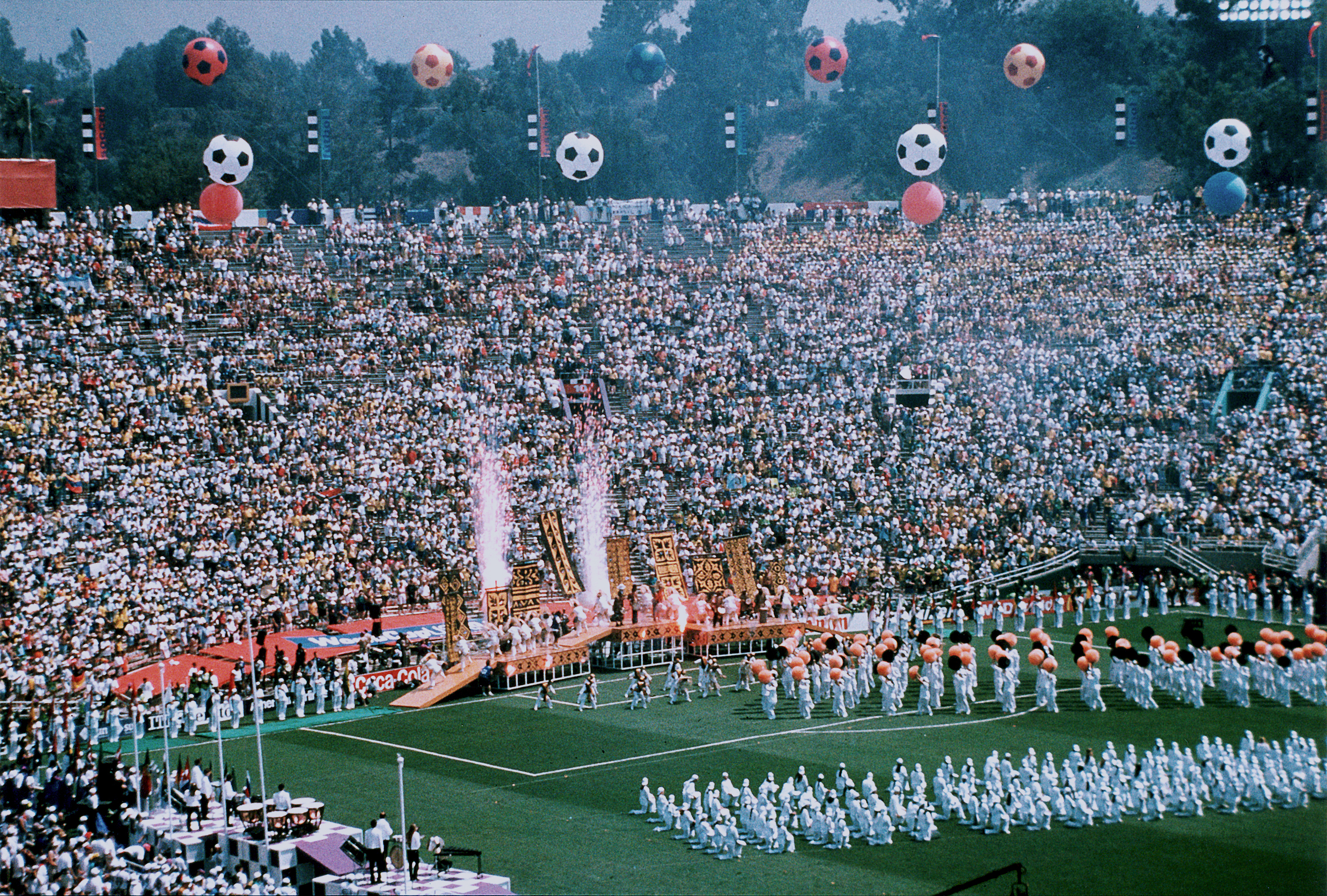
Vor dem Finale der Fußball-WM

- Pasadena/Vereinigte Staaten: Im Endspiel der 15. Fußball-Weltmeisterschaft gewinnt Brasilien gegen Italien mit 3:2 im Elfmeterschießen und wird als erste Nation zum vierten Mal Fußball-Weltmeister.[21]

### Dienstag, 19. Juli 1994
- Pjöngjang/Nordkorea: Der einbalsamierte Leichnam des Diktators Kim Il-sung wird feierlich in seinem ehemaligen Amtsgebäude, den Kumsusan-Palast der Sonne, zur Ruhe gebettet.[22]

### Sonntag, 24. Juli 1994
- Paris/Frankreich: Miguel Indurain aus Spanien gewinnt zum vierten Mal in Folge die Rad-Rundfahrt Tour de France.[23]

### Montag, 25. Juli 1994
- Washington, D.C./Vereinigte Staaten: Die auf dem Gebiet des Völkerbundsmandats für Palästina  in den 1940er Jahren entstandenen Staaten Israel und Jordanien erklären formal den Kriegszustand zwischen ihren Ländern für beendet.[24]

### Dienstag, 26. Juli 1994
- London/Vereinigtes Königreich: Vor der israelischen Botschaft im Vereinigten Königreich detoniert eine Autobombe. 13 Menschen werden durch Trümmerteile verletzt.[25]